# Kilmarnock Football Club
Kilmarnock Football Club é um clube de futebol da cidade de Kilmarnock, Ayrshire, na Escócia.
Fundado em 1869, o "Killie" é o time profissional mais velho da Escócia. O Kilmarnock manda seus jogos no Rugby Park. Atualmente joga na Scottish Premier League e é treinado por Gary Locke.
O Celtic tem o recorde britânico de invencibilidade no futebol profissional: 62 jogos (49 vitórias, 13 empates), de 13 de novembro de 1915 até 21 de abril de 1917 - um total de 17 meses e 4 dias (até perder em casa para o Kilmarnock na última rodada).
A principal colocação do Kilmarnock em torneios internacionais foi no International Soccer League de 1960. Os vice campeões da Escócia fizeram excelente campanha mas foram derrotados na final pelo Bangu Atlético Clube do Brasil por 2 a 0, em partida realizada em 6 de agosto de 1960 no Estádio Polo Grounds, ficando com o vice campeonato da competição.

## Títulos

### Internacional
- Vice-campeão da International Soccer League: 1

(1960)
- Copa Tenente Caledonian: 1

(1979)

### Nacional
- Campeonato Escocês: 1

(1964/65)
- Copa da Escócia: 3

(1919/20, 1928/29 e 1996/97)
- Copa da Liga Escocesa: 1

(2011/12)
- Vice-campeonato Escocês: 4

(1959/60, 1961/62, 1962/63 e 1963/64)
- Campeonato Escocês da Segunda Divisão: 2

(1897/98, 1899/00)
- Campeonato Escocês da Terceira Divisão: 1

(1989/90)